# Cornelis Johannes Leonardus Kersbergen
Cornelis Johannes Leonardus Kersbergen (Delft, 23 januari 1856 – aldaar, 18 november 1932) was een Nederlands architect en taxateur van onroerende goederen, voornamelijk werkzaam in de omgeving van Delft.
Hij is zoon van kerkorganist en klokkenist Pieter Kersbergen en Ariaantje Bubbezon. Hijzelf bleef ongetrouwd. Kersbergen woonde in het gebouw Koornmarkt 64, later benoemd tot rijksmonument. Hij werd begraven op begraafplaats Jaffa.
Hij ontwierp talloze woon- en winkelhuizen, hofjes en andere gebouwen in de stad en omgeving. Hij ontwierp voornamelijk in de art-nouveaustijl met elementen van de neo-Hollandse renaissance. Een aantal door hem ontworpen gebouwen werd in de 20e eeuw benoemd tot gemeentelijk dan wel rijksmonument.